# Mougon-Thorigné
Mougon-Thorigné est une ancienne commune nouvelle française située dans le département des Deux-Sèvres en région Nouvelle-Aquitaine. Résultant de la fusion entre Mougon et Thorigné, elle a existé entre les 1er janvier 2017 et 1er janvier 2019, date à laquelle le périmètre de la commune nouvelle est agrandi aux communes d'Aigonnay et de Sainte-Blandine pour donner la commune nouvelle d'Aigondigné.

## Géographie

### Localisation
Située à 14 km à l'Est de Niort, à 17 km à l'ouest de Melle et à 19 km au sud de Saint-Maixent-l'École, la commune appartient au canton de Celles-sur-Belle, au sud du département des Deux-Sèvres.
Communes limitrophes :

### Hydrographie
Un cours d'eau référencé par le Sandre traverse la commune. Il s'agit du ruisseau le Lambon, affluent de la Sèvre niortaise.

### Voies de communication et transports
Mougon-Thorigné est située sur l'ancienne route nationale 148 qui reliait Noirmoutier à Étagnac en passant par Niort et Melle. Cette route s'appelle désormais la départementale 948.

## Histoire
La commune nouvelle est créée par l'arrêté préfectoral du 29 novembre 2016 avec effet au 1er janvier 2017.
La commune était issue du regroupement des deux communes Mougon et Thorigné qui deviennent des communes déléguées ; son chef-lieu se situe à Mougon. Le 1er janvier 2019, elle fusionne avec Aigonnay et Sainte-Blandine pour former la commune nouvelle d'Aigondigné dont la création est actée par un arrêté préfectoral du 13 novembre 2018.

## Politique et administration
| Nom            | Code Insee | Intercommunalité       | Superficie (km2) | Population (dernière pop. légale) | Densité (hab./km2) |
| -------------- | ---------- | ---------------------- | ---------------- | --------------------------------- | ------------------ |
| Mougon (siège) | 79185      | CC de Celles-sur-Belle | 21,29            | 2 124 (2014)                      | 100                |
| Thorigné       | 79327      | CC de Celles-sur-Belle | 18,26            | 1 285 (2014)                      | 70                 |

### Liste des maires
| Période      | Période      | Identité       | Étiquette | Qualité                                                          |
| ------------ | ------------ | -------------- | --------- | ---------------------------------------------------------------- |
| janvier 2017 | janvier 2019 | Francis Proust | DVG       | Retraité de la fonction publique Maire de Thorigné (2008 → 2016) |

## Démographie
| 1793  | 1800  | 1806  | 1821  | 1831  | 1836  | 1841  | 1846  | 1851  |
| ----- | ----- | ----- | ----- | ----- | ----- | ----- | ----- | ----- |
| 1 854 | 1 802 | 1 689 | 1 983 | 2 149 | 2 161 | 2 191 | 2 289 | 2 379 |

| 1856  | 1861  | 1866  | 1872  | 1876  | 1881  | 1886  | 1891  | 1896  |
| ----- | ----- | ----- | ----- | ----- | ----- | ----- | ----- | ----- |
| 2 444 | 2 320 | 2 335 | 2 315 | 2 386 | 2 410 | 2 449 | 2 396 | 2 351 |

| 1901  | 1906  | 1911  | 1921  | 1926  | 1931  | 1936  | 1946  | 1954  |
| ----- | ----- | ----- | ----- | ----- | ----- | ----- | ----- | ----- |
| 2 303 | 2 297 | 2 246 | 2 042 | 1 980 | 1 940 | 1 874 | 1 852 | 1 793 |

| 1962  | 1968  | 1975  | 1982  | 1990  | 1999  | 2004  | 2009  | 2013  |
| ----- | ----- | ----- | ----- | ----- | ----- | ----- | ----- | ----- |
| 1 762 | 1 695 | 1 769 | 2 042 | 2 272 | 2 508 | 2 805 | 3 235 | 3 390 |

## Culture locale et patrimoine

### Lieux et monuments
- Église Saint-Jean-Baptiste de Mougon.